# Arvidus Nicolai Grenander
Arvidus Nicolai Grenander, född 1650 i Svanshals församling, Östergötlands län, död 14 april 1702 i Hägerstads församling, Östergötlands län, var en svensk präst. 

## Biografi
Arvidus Grenander föddes 1650 i Glänås i Svanshals socken. Han prästvigdes 23 maj 1677 och blev 1681 komminister i Sankt Lars församling, Linköping. Grenander blev 1690 domkyrkokomminister i Linköpings församling och 16 augusti 1693 kyrkoherde i Hägerstads församling, tillträde 1694. Han avled 1702 i Hägerstads socken.

### Familj
Grenander gifte sig första gången 16 november 1680 med Maria Danielsdotter Kempe (död 1685). De fick tillsammans barnen Annika Grenander (född 1682) som var gift med handlanden Jonas Ewald i Jönköping och kyrkoherden Håkan Åstrand i Gårdeby församling och klockaren Nicolaus Grenander (1684–1738) i Gessie församling.
Grenander gifte sig andra gången 21 november 1693 med Kirstin Wangelius (1649–1695), dotter till kyrkoherden Magnus Wangelius i Herrestads församling och Elisabeth Månsdotter. Wangelius var änka efter kyrkoherden Elias Amberni i Hägerstads församling.